# Conceição Ribeiro da Silva Machado
Conceição Ribeiro da Silva Machado (Passagem de Mariana, 16 de setembro de 1936 – Belo Horizonte, 23 de agosto de 2007) foi uma biomédica, pesquisadora e professora universitária brasileira.
Comendadora da Ordem Nacional do Mérito Científico, foi membro titular da Academia Brasileira de Ciências na área de Ciências Biomédicas e professora emérita da Universidade Federal de Minas Gerais de 1965 até 1991, quando se aposentou. Foi casada com o pesquisador, escritor e dramaturgo Angelo Machado.

## Biografia
Conceição nasceu no distrito de Passagem de Mariana, em 1936. Era filha de Alexandre Ribeiro da Silva e Yeda Ribeiro de Souza. Ingressou no curso de medicina da Universidade Federal de Minas Gerais, onde se graduou em 1964. Ingressou na carreira docente em fevereiro de 1965, na cadeira de Histologia da Faculdade de Medicina da UFMG, a convite de seu catedrático, Nelo de Moura Rangel.
Foi bolsista de iniciação científica do CNPq, entre 1962-1964 e obteve seu doutorado em 1965 com a tese intitulada “Estudos histológicos e histoquímicos sobre a regeneração do córtex da supra-renal após enucleação em ratos normais e pinealectomizados”. Optando por se dedicar à pesquisa e não ao atendimento a pacientes, Conceição foi para Chicago, onde estagiou no Departamento de Anatomia da Universidade Northwestern, dedicando-se ao estudo da glândula pineal, salientando-se suas publicações sobre ontogênese da inervação e controle do ritmo circadiano de serotonina nessa glândula.
De volta ao Brasil, junto do marido, ela criou o laboratório de Neurobiologia, na UFMG. Sua principal linha de pesquisa eram padrões de inervação autônoma em vertebrados e neurônios aminérgicos de invertebrados. A reforma universitária na UFMG a levou a integrar o Departamento de Morfologia do Instituto de Ciências Biológicas da universidade, onde se tornou professora titular em 1984. Desde 1973, passou a dar aulas também na pós-graduação em várias disciplinas, tendo sido sua primeira coordenadora.
Foi Chefe do Departamento de Morfologia da UFMG de 1977 a 1979 e Coordenadora do Curso de Pós-Graduação em Morfologia de 1973 a 1976 e de 1985 a 1991. Foi membro da Câmara de Ciências Biológicas e Saúde da FAPEMIG (1987-1989) e membro do Comitê Assessor do CNPq (1991-1993). Mesmo aposentada da universidade, continuou como pesquisadora sênior, liderando o grupo de pesquisa do Laboratório de Neurobiologia do Departamento de Morfologia, bem como a orientação de estudantes.
A partir de 1975, sua pesquisa se concentrou, principalmente no estudo do sistema nervoso, em especial do sistema nervoso autônomo e em doença de Chagas.

## Vida pessoal
Conceição foi casada com o médico, professor, entomólogo e escritor brasileiro Angelo Machado com quem teve quatro filhos (Lucia, Flávia, Paulo Augusto e Eduardo).

## Morte
Conceição morreu em 23 de agosto de 2007, em Belo Horizonte, aos 70 anos. Ela foi velada e sepultada no Cemitério Parque da Colina, em Belo Horizonte.